# 伊藤真矢子
伊藤 真矢子（いとう まやこ）は、日本のソプラノ歌手、声楽家。神奈川県出身。
桐朋学園大学音楽学部を経て、洗足学園音楽大学大学院音楽学部声楽専攻を首席で卒業、リヨン高等国立音楽院修士課程を最優秀、および現代音楽賞を受賞して修了。2016年フランス在日本大使館公邸にて行われた、天皇誕生日記念レセプションにて日仏両国歌を独唱。2018年フランス在ルーマニア大使館に招聘され独唱。 
現在、ジュネーブ大劇場合唱正団員。

## 受賞履歴
- 2008年 及川音楽事務所優秀新人賞
- 2010年 第4回横浜国際コンクール最高位
- 2014年 フランス、ゴルド市歌曲コンクールにて最優秀デュオ賞受賞
- 2015年フランス、トゥールーズ国際フランス歌曲コンクールにて最優秀デュオ賞を受賞、同年マコン国際オペラ・歌曲コンクール入選。
- 2016年フランス、フランス歌曲コンクール（クレーヌ市）にて3位を受賞
- 2017年フランス、ジョージユネスココンクール（パリ）現代歌曲賞受賞

## 公演記録
- 2006年
  - コシファントゥッテ デスピーナ役

- 2007年
  - 第18回 としま区民芸術祭 メンデルスゾーン『真夏の夜の夢』 sopranoソリスト

- 2009年
  - 大和シティオペラ『魔笛』 ダーメ2、パパゲーナ役
  - 『ドン・ジョヴァンニ』 ツェルリーナ役
  - 『カプレティ家とモンテッキ家』 ジュリエット役
  - 『トスカ』羊飼い役
  - 『マクベス』 ダーマ役
  - 『サウンド・オブ・ミュージック』 リーズル役
  - 『カルメン』フラスキータ役
  - 『ジャンニスキッキ』 ラウレッタ役

- 2010年
  - 『リタ』 リタ役
  - 『仮面舞踏会』 オスカル役
  - 『ラ・ボエーム』(PMF主催／ファビオ・ルイージ指揮) ムゼッタ役

- 2012年  フランス    
  - 『ペレアスとメリザンド』 イニョルド、

- 2013年  フランス    
  - 『ランメルモールのルチア』 アリーザ役
  - 『ティレジアスの乳房]』 テレーズ役

- 2014年  フランス    
  - イタリアのボローニャ歌劇場にて「ラボランチュス ＩＩ」（ルチアーノ・ベリオ作曲） のソプラノ独唱

- 2015年  フランス   
  - 『Hin und zuruck』 エレーヌ役
- 2017年　日本　『セビリアの理髪師』ロジーナ役
- 2019年　日本　『ホフマン物語』オランピア役
- 2022年　スイス・ジュネーブ大劇場『エレクトラ』（ジョナサンノット指揮）裾もち役、『イエヌーファ』（トマーシュハヌス指揮）バレナ役